# Le Shérif de Rockspring
Pour plus de détails, voir Fiche technique et Distribution.
Le Shérif de Rockspring (Lo sceriffo di Rockspring) est un western spaghetti italien sorti en 1971, réalisé par Mario Sabatini (sous le pseudonyme d'Anthony Green).

## Synopsis
Un nouveau shérif est élu à Rockspring. Il doit bientôt poursuivre le dangereux ravisseur d'une jeune femme. 

## Fiche technique
- Titre français : Le Shérif de Rockspring[1]
- Titre original italien : Lo sceriffo di Rockspring
- Genre : Western spaghetti
- Réalisation : Mario Sabatini (sous le pseudo d'Anthony Green)
- Scénario : Gianni Luigi, Elido Sorrentino
- Musique : Felice et Gianfranco Di Stefano
- Production : Gianni Luigi pour Rasfilm
- Photographie : Giovanni Raffaldi
- Format d'image : 2.35:1
- Montage : Piera Bruni
- Durée : 80 min
- Décors : Gianni Fratalocchi
- Maquillage : Maria Mastrocinque
- Pays :  Italie
- Année de sortie : 1971
- Langue originale : italien
- Distribution en Italie : Rasfilm
- Date de sortie en salle en France : 3 mai 1973[1]

## Distribution
- Richard Harrison : le shérif de Rockspring
- Cosetta Greco : Jane
- Donald O'Brien : Jones
- Enrico Manera (sous le pseudo de Joseph Logan) : Burt